# Sarina Esmailzadeh
Sarina Esmailzadeh (Mehrshahr, 31 de març del 2006 - 23 de setembre del 2022) va ser una jove iraniana que presumptament va morir després de rebre severs cops al cap per les forces de seguretat iranianes a Karaj, província d'Alborz, arran de les protestes per la mort de Mahsa Amini. El Departament de Justícia local va negar qualsevol responsabilitat per la seua mort i va afirmar que es va suïcidar després de saltar d'un terrat i que tenia antecedents d'abús de drogues. Les autoritats van fer afirmacions similars sobre Nika Shakarami, també de 16 anys, que també va morir a les protestes.
Shakarami i Esmailzadeh, segons fonts dels mitjans de comunicació, es van convertir en les noves cares de les protestes en curs a l'Iran, i les seues imatges van aparéixer en cartells, que es van arrebossar en secret a les parets de les ciutats iranianes.

## Biografia
Segons fonts dels mitjans, era una estudiant excel·lent que parlava anglés i francés a més del persa, i també era youtuber que compartia vídeos sobre temes com els drets de les dones, la llibertat, el menjar, música i balls.
Esmailzadeh va gravar i va publicar diversos vídeos a les xarxes socials abans de la seua mort. En un d'ells, després d'acabar els exàmens escolars, va afirmar "No hi ha res millor que la llibertat". En un altre, va afirmar "Tots sabem com és l'Iran. Què vol la gent de qualsevol país: benestar, benestar, benestar... Hi ha aquestes restriccions per a les dones, com el hijab obligatori... Ni tan sols podem anar-hi a un estadi [per veure futbol]". En el seu últim vídeo a Telegram, va dir: "La meua terra se sent com estar a l'exili".

### Mort
D'acord amb Amnistia Internacional i Iran Human Rights, Sarina va morir després d'un cop de porra al cap que li va causar una hemorràgia al barri de Gohardasht, a Karaj, a prop de la seua escola d'idiomes on es feien protestes. Com que era impossible traslladar-la a un hospital, la gent la va portar a una casa del barri per rebre tractament, però va morir pel camí. La família va ser notificada de la seua mort a mans de les forces de seguretat més tard aquella nit pels seus amics que estaven amb ella a les protestes. La seua família estava sota pressió dels agents de seguretat i intel·ligència perquè mantingués silenci sobre l'assumpte, especialment pel que fa a la comunicació amb mitjans estrangers, i per donar suport a la versió dels fets de les autoritats. Pressions similars es van exercir sobre les famílies d'altres víctimes de les protestes.
Segons Iran International, les autoritats van intentar encobrir les circumstàncies de la seua mort. Van afirmar que la família havia anat a la fiscalia per dipositar una queixa sobre els informes de les xarxes socials, que deien que havia estat assassinada en les protestes. En una entrevista possiblement falsejada a l'agència de notícies Mehr, afiliada al govern, una persona que suposadament era la seua mare (una afirmació discutida per altres testimonis), va negar que el govern estigués implicat en la mort d'Esmailzadeh i va declarar que Esmailzadeh havia tingut antecedents d'intents de suïcidi. Segons familiars, al seu funeral hi van assistir 50 agents de seguretat, per evitar l'esclat d'una protesta, i es va prohibir la gravació de vídeo al cementiri. El seu certificat de defunció va ser pres per les autoritats, però mai no va tornar a la família, els telèfons de la qual estan constantment controlats. Els informes indiquen que es van retirar imatges i missatges de condol de la façana de sa casa només un dia després del funeral, i l'advocat de la família no va poder accedir a l'expedient de la investigació de la mort de Sarina, segons IHR.
La mare d'Esmailzadeh va intentar repetidament recuperar el cos de la seua filla. Les forces de seguretat es van burlar d'ella, que van dir que la seua filla era una terrorista. Després de veure finalment el cos de la seua filla, algunes fonts afirmen que es va penjar.